# Mas Olivelles (la Baronia de Rialb)
El Mas Olivelles és un mas del municipi de la Baronia de Rialb (Noguera) que forma part de l'Inventari del Patrimoni Arquitectònic de Catalunya.

## Descripció
És un antic mas de planta baixa i dos pisos, aïllat, amb valor històric. Es creu que l'antic monestir de Sant Cristòfol de Salinoves era en aquest emplaçament, en un penyal, amb dominis de vista força vastos. Hi ha restes d'una capella romànica de la Mare de Déu d'Olivelles.